# Nemat Sadat
Nemat Sadat (en persa: نعمت سادات; Kabul, 1979) es un periodista afgano-estadounidense, novelista, activista de derechos humanos y exprofesor de ciencias políticas en la Universidad Americana de Afganistán. Es conocido por su novela debut The Carpet Weaver y por su campaña a favor de los derechos LGBTQIA+, en particular en el contexto de las actitudes sociales y culturales islámicas hacia la homosexualidad en el mundo islámico. Sadat es uno de los primeros afganos en declararse abiertamente gay y en hacer campaña a favor de los derechos LGBTQIA+, la libertad de género y la libertad sexual en Afganistán.
Posee títulos de la Universidad Estatal de California en Fullerton, la Universidad de California en Irvine, la Escuela de Extensión de Harvard, la Universidad de Columbia y la Universidad de Oxford.

## Primeros años y vida personal
Sadat nació en Kabul (Afganistán) en 1979, durante la guerra afgano-soviética. Su familia huyó de Afganistán cuando él tenía ocho meses. Después de vivir en Alemania durante unos años, se mudaron a los Estados Unidos cuando él tenía 5 años y creció en el sur de California. Su familia mantuvo relaciones con familiares y vecinos de Afganistán y se mantuvo fiel a las tradiciones afganas. El prejuicio que experimentó como refugiado afgano, que se intensificó después de los atentados del 11 de septiembre de 2001, lo llevó a mantener una fuerte identidad afgana, a pesar de no haber crecido allí. Nunca se sintió del todo a gusto en los Estados Unidos.
Sadat comenzó a identificarse como gay cuando tenía 23 años, y vivía lejos de su familia en la ciudad de Nueva York. Cuando se lo dijo a sus padres tenía 30 años, quienes le instaron a reprimir su sexualidad y a salir con mujeres. Lo hizo públicamente en 2013, lo que tensó las relaciones con su familia. Ha mantenido una estrecha relación con su madre, mientras que está distanciado de su padre. Su hermana llegó a aceptarlo después de las preocupaciones iniciales sobre la seguridad de su familia.
Sadat también se declaró ex musulmán poco después. Después de observar que los derechos LGBTQ son los más restringidos en los países de mayoría musulmana, concluyó que el Islam "entraba en conflicto con [su] orientación humanista" y comenzó a identificarse como ateo. Ahora se identifica como espiritual.
Sadat vivió en un refugio para personas sin hogar durante un tiempo después de declararse homosexual. Su hermana lo contactó después de dar a luz, porque quería que conociera a sus sobrinas. Al enterarse de su condición, su madre lo invitó a mudarse con ella y trabajar en su novela.

## Activismo
En 2012, Sadat se mudó a Kabul. Inicialmente fue contratado como consultor, pero rápidamente consiguió el puesto de profesor asistente de ciencias políticas en la Universidad Americana de Afganistán (AUAF). Durante su empleo en la universidad, utilizó las redes sociales para movilizar un movimiento clandestino para hacer campaña abiertamente por los derechos LGBTQIA+ en Afganistán. Se extendieron rumores por el campus de que era "un homosexual practicante y un musulmán no practicante", acusaciones que podrían hacerle recibir la pena de muerte. Sadat decidió quedarse a pesar del peligro.
En julio de 2013, su divulgación pública llamó la atención del gobierno afgano, que alegó que sus actividades estaban socavando el Islam en el país y lo consideró una amenaza para la seguridad nacional. Sadat fue despedido de su puesto en la AUAF y abandonó Afganistán, estableciéndose en la ciudad de Nueva York. Su sustituto fue asesinado días después de comenzar el trabajo, y dos de los asociados de Sadat fueron secuestrados en un ataque talibán.
En agosto de 2013, Nemat Sadat anunció públicamente su homosexualidad, convirtiéndose en el primer nativo de Afganistán en declararse gay. Según Sadat, recibió varias amenazas de muerte, incluida una fatwa emitida en su contra por los mulás de Afganistán como resultado. En octubre del mismo año, Sadat se enfrentó a una segunda ola de hostilidad generalizada en los medios afganos. Al comentar sobre su activismo LGBT en una entrevista para The Guardian en noviembre de 2013, Sadat dijo: "Estoy haciendo un sacrificio, pero quiero que la juventud afgana me mire y vea que hay personas que son afganas, musulmanas y homosexuales. Les dará esperanza".
En junio de 2016, después de la masacre de la discoteca Pulse de Orlando, Sadat fue entrevistado por varios medios de comunicación que estaban interesados en su perspectiva como afgano-estadounidense, gay y ex musulmán. Sadat apareció en varias ocasiones en televisión, entre ellas concedió entrevistas a Christiane Amanpour, Amara Walker y Don Lemon de la CNN, así como a NBC News. Más tarde, ese mismo año, participó en un reportaje de la BBC sobre la comunidad LGBTQIA+ de Afganistán, además de participar en un debate en la BBC en pastún sobre el Islam y la homosexualidad.
Sadat es vegano desde 2016 y dice que ve la defensa de los derechos de los animales como un "próximo paso natural" a la defensa de los derechos humanos. Sadat participó en la Marcha Nacional del Orgullo en 2017 en Washington, D.C., apareciendo en la portada del Washington Blade y dando una entrevista para NPR.
Tras la caída del gobierno afgano en agosto de 2021 ante los talibanes en la caída de Kabul, Sadat advirtió de la amenaza directa que enfrentan los hombres homosexuales bajo el régimen talibán y apeló a la comunidad internacional para que acelere la evacuación de los civiles vulnerables.

## Periodismo
Sadat ha publicado artículos y trabajos en numerosas publicaciones, entre ellas Georgetown Journal of International Affairs y la revista Out. Antes de aceptar el puesto en la Universidad Americana de Afganistán, también produjo contenido para Nightline de ABC News, Fareed Zakaria GPS de CNN y UN Chronicle.

## Publicaciones
Penguin Random House India publicó el primer libro de Sadat, The Carpet Weaver, en 2019. Sadat dice que el manuscrito fue rechazado primero por 450 agentes literarios en Estados Unidos y el Reino Unido. Cree que esto estuvo motivado por el miedo a la reacción del mundo musulmán, considerando las décadas de persecución contra Salman Rushdie, así como la islamofobia.
El libro está ambientado en Afganistán durante las décadas de 1970 y 1980 y cuenta la historia de Kanishka Nurzada, un joven afgano que se enamora de forma prohibida de su amigo de la infancia, Maihan, en el contexto de la época dorada del paraíso en Afganistán y la turbulenta transición a la guerra civil.